# Habitation Clément

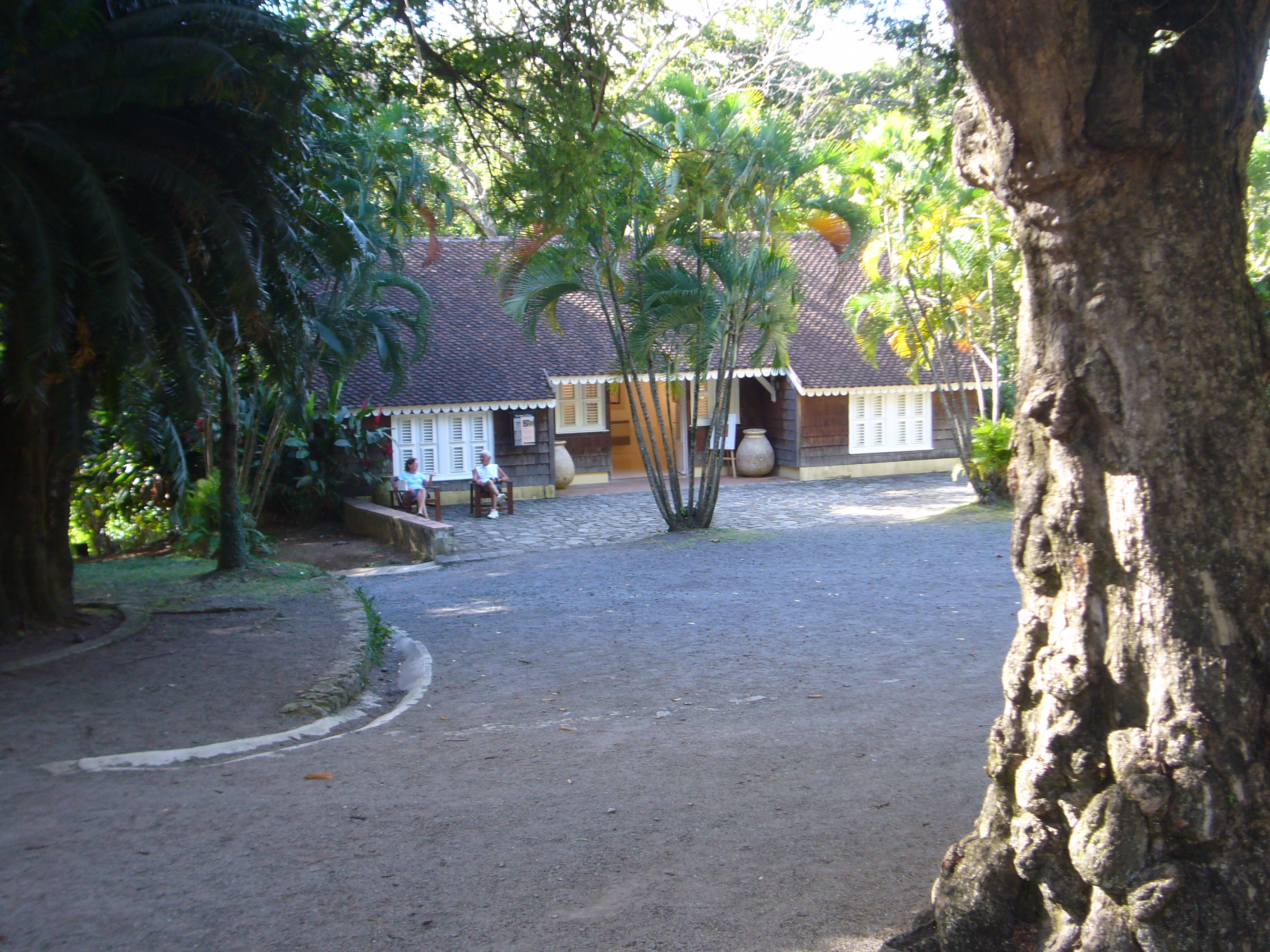
Nebenhaus

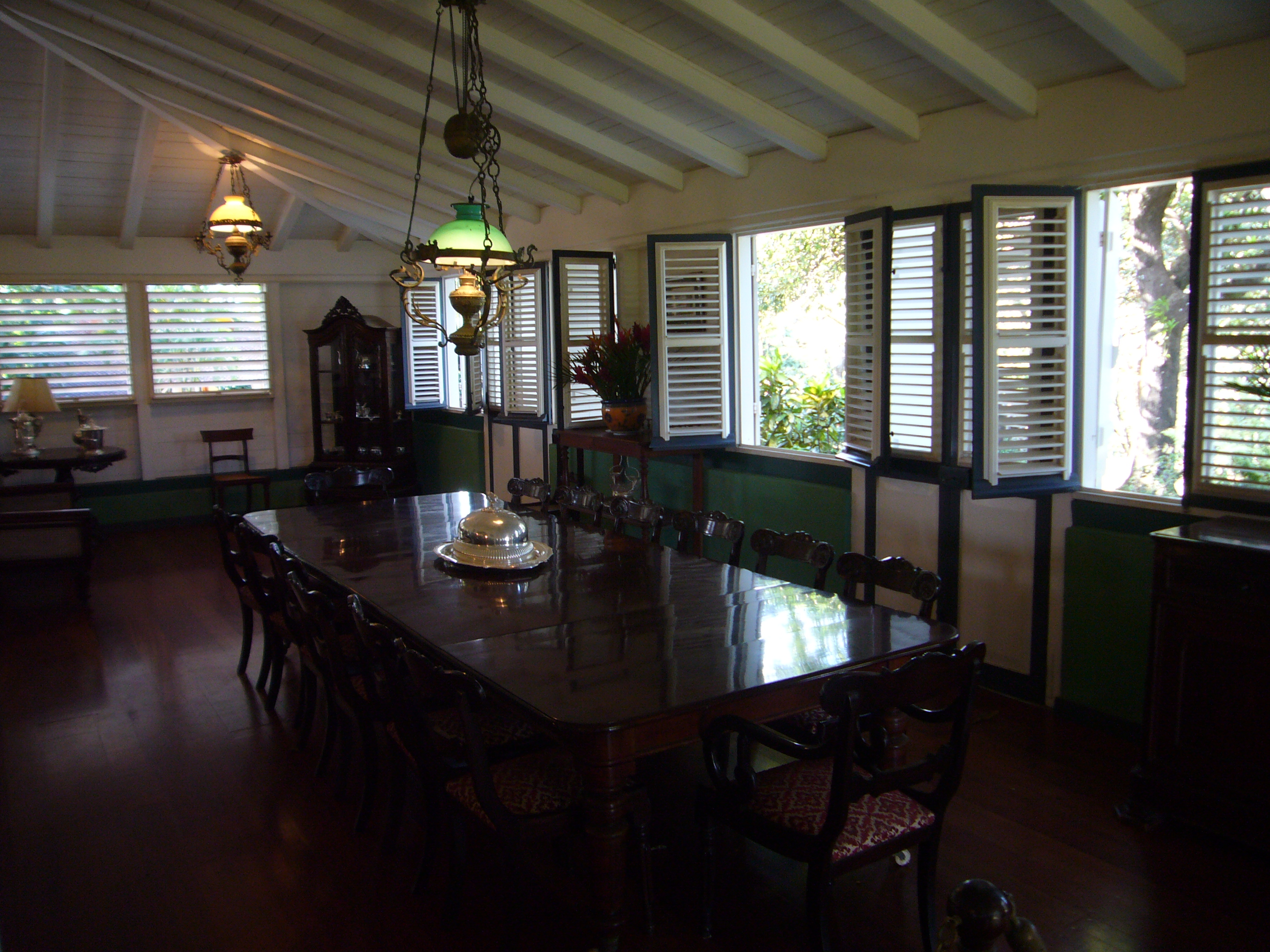
Innenansicht Herrschaftshaus

Die Destillerie Habitation Clément wurde 1887 durch den Mediziner und Politiker Homère Clément gegründet. Die verschiedenen auch in den USA verkauften Rumsorten wurden bald weltweit hoch gelobt. Das Gut liegt in Martinique südlich von Le François, ist umgeben von Zuckerrohrpflanzungen und wird durch den 16 Hektar großen angelegten Park mit über 300 tropischen Pflanzen geprägt.
Das Herrschaftshaus liegt auf einer kleinen Anhöhe umgeben von alten Bäumen. Das Haus ist vollständig und original möbliert. Im Erdgeschoss befinden sich die Wohnräume und das Büro, im Obergeschoss die Schlafräume. Zusammen mit den Nebengebäuden und den Terrassen gibt es ein sehenswertes Ensemble und führt zu einem hervorragenden Eindruck über die kreolische Architektur und das frühere Leben der Gutsbesitzer. Das Anwesen wurde 1996 zum historischen Monument erklärt. Nach dem Zweiten Golfkrieg trafen sich hier Präsident George W. Bush sen. und Präsident François Mitterrand, um die weltpolitische Lage zu erörtern. Im früheren Ökonomiegebäude findet sich eine kleine Ausstellung über das Treffen.
Die Zuckerrohrpresse, die Dampfmaschine und die Destillationsanlage wurden 1988 außer Betrieb genommen und 2005 wieder restauriert. Die Anlage ist aber nicht funktionsfähig und kann nur bedingt einen Eindruck über die Rumerzeugung geben. Heute wird das Zuckerrohr außerhalb des Anwesens gepresst und weiter zu Rum destilliert. Die Rumlagerung in Eichenfässern erfolgt auf dem Gutsgelände. Die Lagerhäuser können besichtigt werden. Die Rumabfüllung erfolgt ebenfalls auf dem Anwesen, ist aber nicht für die Öffentlichkeit zugänglich.
Im Februar 2017 wurde erstmals eine des insgesamt nur 40 Flaschen umfassenden Jahrgangs 1966 verkauft. Mit einem Preis von 100.000 Euro gilt sie als teuerste jemals verkaufte Rumflasche der Welt.